# 渋沢史料館
渋沢史料館（しぶさわしりょうかん）は、東京都北区西ケ原にある渋沢栄一の生涯と事績に関する博物館（登録博物館）。管理運営は公益財団法人渋沢栄一記念財団。飛鳥山公園内にある「飛鳥山3つの博物館」の一つ。

## 概要

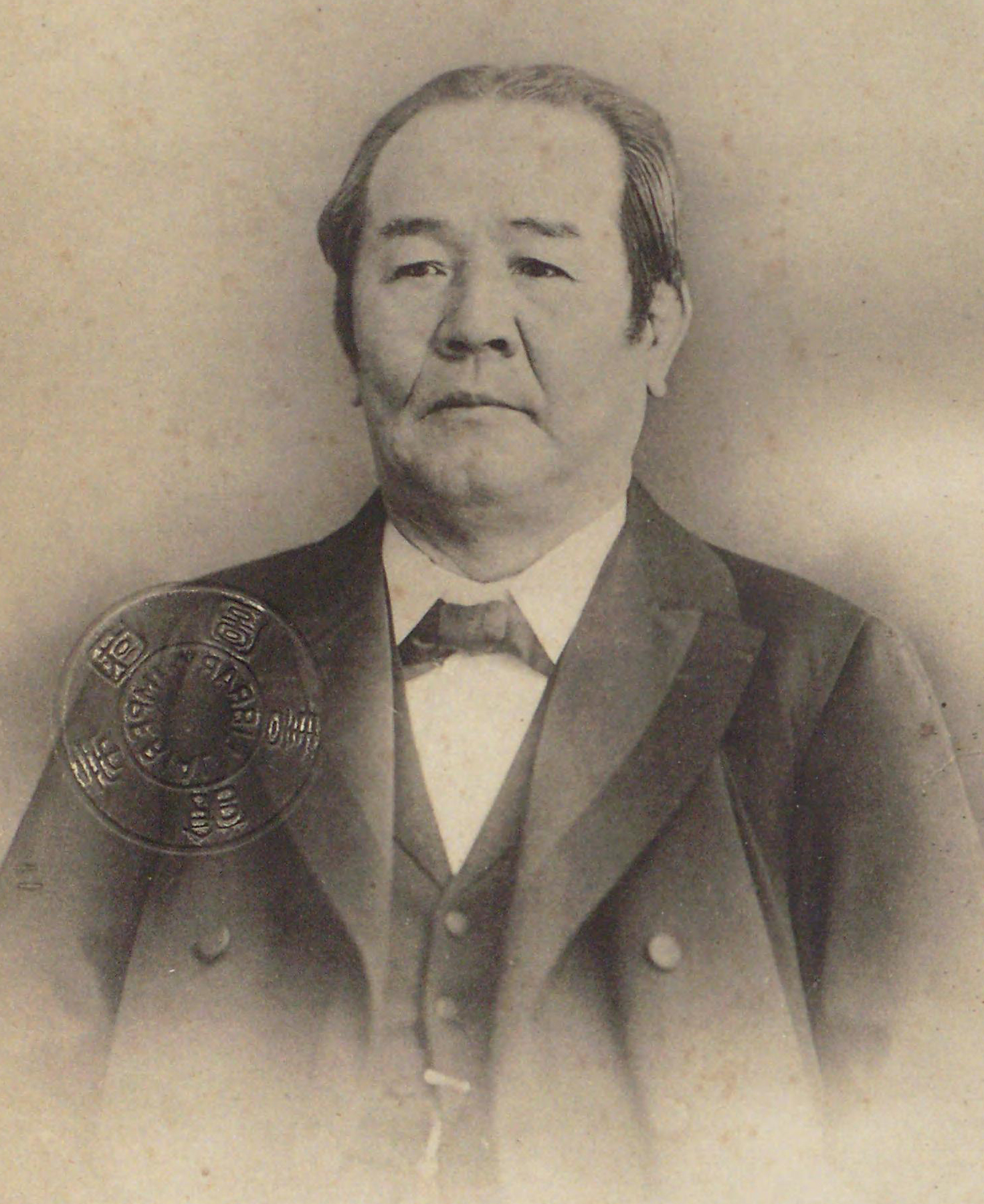
日本資本主義の父・渋沢栄一。

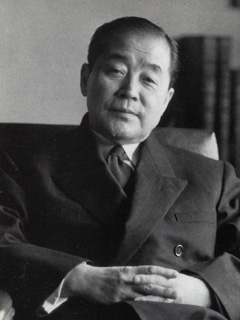
栄一の後継者・渋沢敬三。

1982年（昭和57年）11月15日に開館した。渋沢栄一は遺言で旧渋沢家飛鳥山邸（曖依村荘）を財団法人竜門社（後の公益財団法人渋沢栄一記念財団）へ寄付したが、その利用を検討する中で栄一から家督を継承した敬三（栄一の嫡孫）が日本の近代化・産業化を担った人々を取り上げる「日本実業史博物館」の構想を発案したことに始まる。この博物館構想は戦争の影響で実現しなかったが、収集した資料は国文学研究資料館に「日本実業史博物館準備室旧蔵資料」として保存されることとなった。
1998年（平成10年）3月には新しい本館が開館し、北区飛鳥山博物館及び紙の博物館とともに「飛鳥山3つの博物館」として飛鳥山公園に博物館ゾーンが設置された。
2003年（平成15年）11月、渋沢敬三による「日本実業史博物館」構想を情報技術によって実現するため実業史研究情報センターが設置された。

## 歴史
- 1931年（昭和6年）11月11日 栄一死去。旧渋沢家飛鳥山邸（曖依村荘）の土地と建造物が財団法人竜門社に遺贈される[4]。
- 1945年（昭和20年）4月13日 太平洋戦争時の空襲により建物の大部分を焼失
- 1946年（昭和21年） 財団名を渋沢青淵記念財団竜門社に改称
- 1982年（昭和57年） 渋沢史料館開館
- 1998年（平成10年）3月 本館新築開館
- 2003年（平成15年）11月 財団名を渋沢栄一記念財団に改称。初代理事長は渋沢雅英（栄一の曾孫、渋沢宗家3代目当主）

## 施設
隣接する紙の博物館・北区飛鳥山博物館と共に1998年に新築開館した、鉄筋コンクリート造の展示施設。1階に閲覧コーナーとミュージアムショップ、2階に常設展示室と企画展示室がある。リニューアル工事のため2019年（令和元年）9月1日から休館、翌2020年（令和2年）11月19日にリニューアルオープンした。
- 構造 - 鉄筋コンクリート造地上2階地下1階建
- 設計 - 株式会社佐藤総合計画
- 施工 - 清水建設株式会社
- 竣工 - 1997年
- 延床面積 - 1,653.13mm2
- 所在地 - 東京都北区西ヶ原2-16-1（飛鳥山公園内）[7]

## アクセス
- JR京浜東北線王子駅南口下車 徒歩5分
- 東京メトロ南北線西ケ原駅下車 徒歩9分
- 都電荒川線飛鳥山停留場下車 徒歩4分